# Havelock (Kleidung)
Der Havelock- (anhörenⓘ) oder Inverness-Mantel (anhörenⓘ) war ein im 19. und noch im Anfang des 20. Jahrhunderts weit verbreitetes Herrenbekleidungsstück. Benannt wurde er nach Henry Havelock. Es handelt sich um einen Mantel, der zwar Armlöcher, aber keine Ärmel hatte, was einem Umhang entspricht. Unter dem Kragen war eine ellbogenlange Pelerine befestigt, die die Oberarme bedeckte. Das hatte den Vorteil, dass einerseits die witterungsschützende Funktion eines Mantels erfüllt wurde, andererseits die Bewegungsfreiheit der Arme nicht eingeschränkt war, was zu Zeiten, in denen man sich möglicherweise noch mit einem Degen zu verteidigen hatte, von Bedeutung war. Die Winterversion besaß eventuell ein Pelzfutter, Pelzkragen und an den Ärmeln Pelzstulpen.
Der moderne Havelock ist ein besonders langer, ärmelloser Pelerinenmantel für den Abend mit fallendem Seidenrevers (Reversecke tiefer als Kragenansatz), verdeckter Knopfleiste und Pattentaschen als Ergänzung zum Frack oder Smoking.
Der Inverness-Mantel ist nach der Region Inverness in Schottland benannt. Der Träger wird meist ein Sakko tragen und die Arme zwischen zwei Löchern aus dem Mantel stecken. Der Überwurf soll vor Regen schützen.
Früher war der Mantel beliebt und wurde auch von der britischen Polizei getragen. Heute sieht man ihn nur noch selten und er wird kaum noch hergestellt.
Zusammen mit dem Deerstalker-Hut steht er für die Kleidung von Sherlock Holmes. Man trägt ihn aber auch zum Kilt.

## Galerie

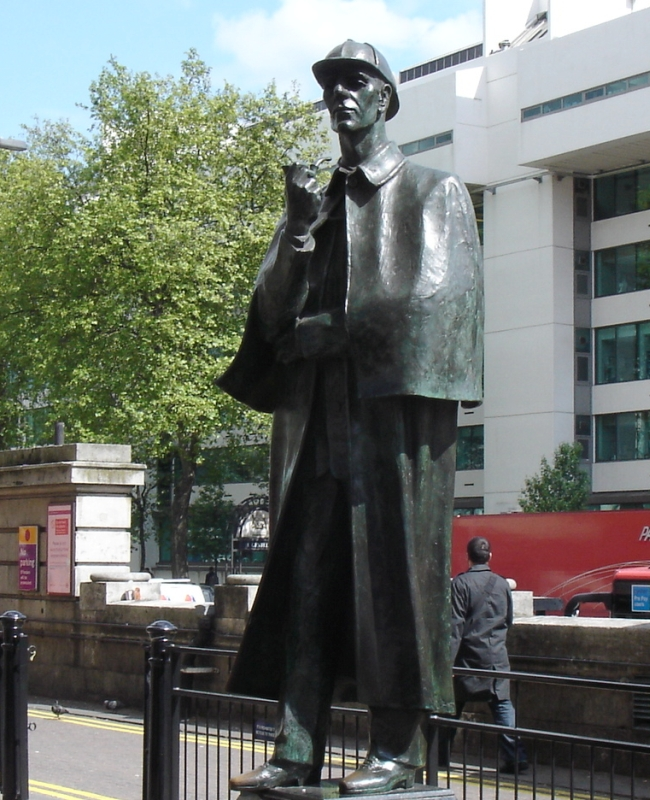
„Sherlock-Holmes“-Statue in London
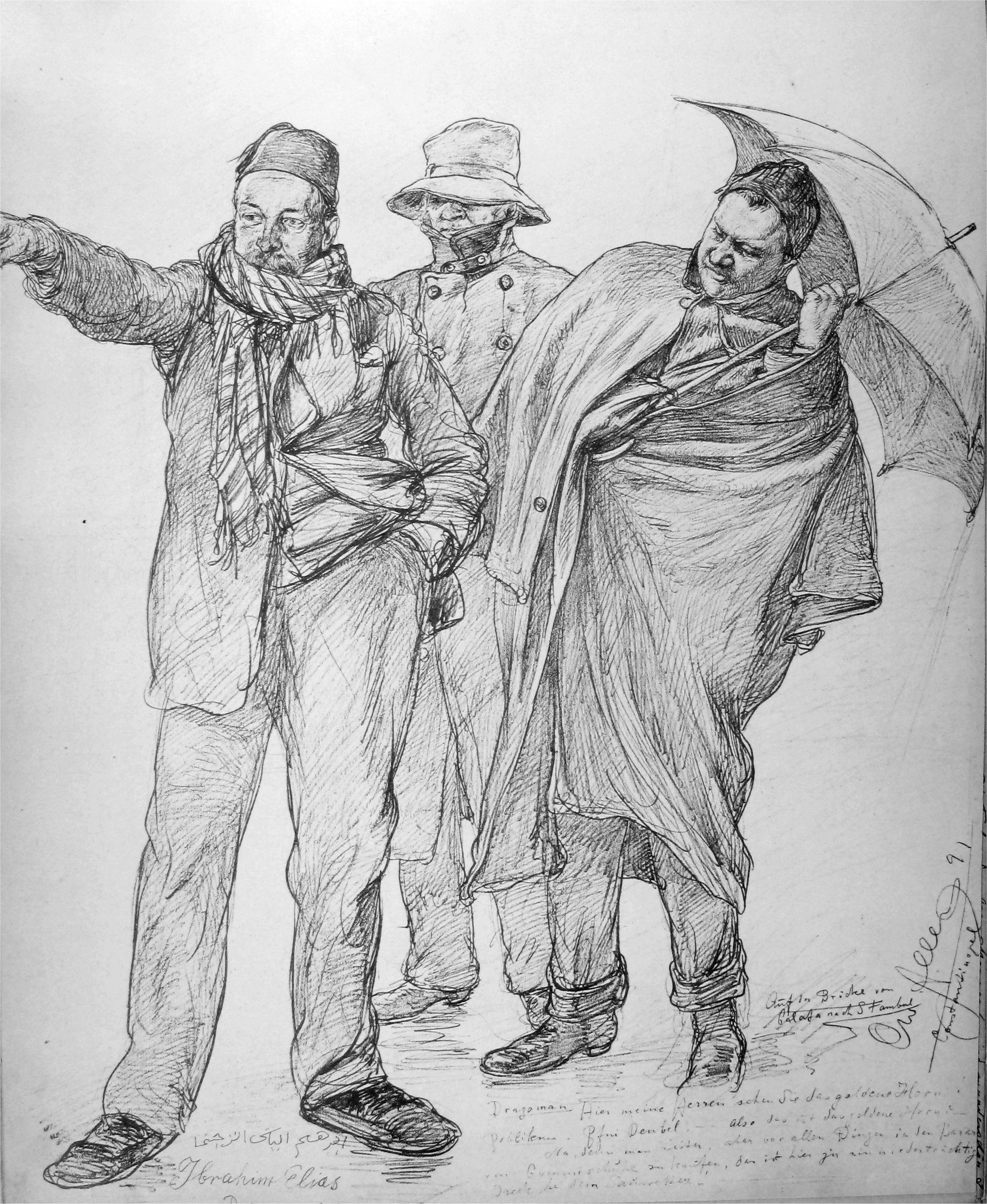
Kreuzfahrtpassagiere im Jahr 1891. Der Mann rechts trägt einen Havelock.
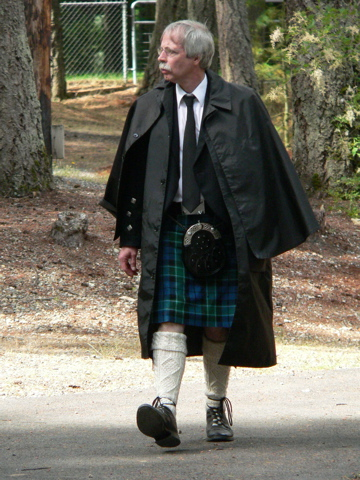
Moderner Inverness-Mantel
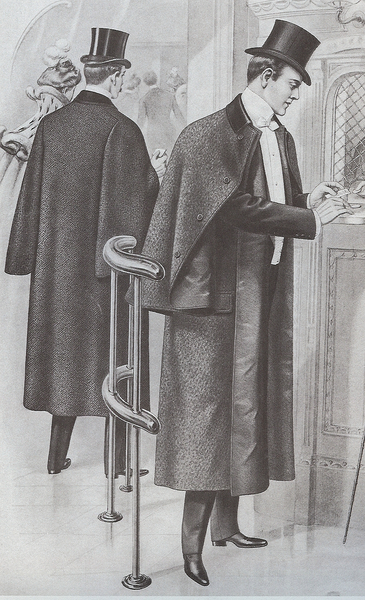
Inverness-Mantel, ca. 1910